# Florian Graf
Ne doit pas être confondu avec Daniel Graf, autre biathlète allemand
Pour les articles homonymes, voir Graf.
Florian Graf, né le 24 juillet 1988 à Freyung en Bavière, est un biathlète allemand.

## Biographie
Ses débuts internationaux ont lieu lors de la saison 2005-2006, où il obtient des podiums dans la Coupe d'Europe junior et la médaille d'argent aux Championnats du monde jeunesse en sprint.
Florian Graf est champion du monde jeune de poursuite en 2007 et champion du monde junior de relais en 2009.
Finalement, Graf démarre dans la Coupe du monde en 2010 à Pokljuka, puis marque ses premiers points lors de l'étape finale de l'hiver à Oslo, réalisant trois top quinze.
Durant la saison 2011-2012, il signe quatre résultats dans le top dix, dont une cinquième place à la mass start de Khanty-Mansiïsk. Sur le relais d'Antholz, lui et les Allemands se classent deuxième, montant sur son premier podium. En décembre 2012, il est quatrième du sprint d'Östersund, son meilleur résultat individuel en Coupe du monde.
Après 2014, il participe de manière irrégulière à la Coupe du monde et court des courses de l'IBU Cup, dont il remporte le classement général en 2015. En 2016, il gagne son deuxième titre de champion d'Europe, sur la mass start cette fois-ci après le relais en 2011.
Il prend sa retraite sportive en 2018.

## Palmarès

### Championnats du monde
| Épreuve / Édition | Ruhpolding 2012 | Nove Mesto 2013 |
| Sprint            | 34e             | -               |
| Poursuite         | 38e             | -               |
| Mass start        | -               | -               |
| Individuel        | -               | 40e             |
| Relais            | -               | -               |
| Relais mixte      | -               | -               |

### Coupe du monde
- Meilleur classement général : 21e en 2012.
- 2 podiums en relais : 1 deuxième et 1 troisième place.
- Meilleur résultat individuel : 4e.

#### Classements en Coupe du monde
| Saison    | Classement général | Individuel | Sprint | Poursuite | Mass start |
| 2010-2011 | 58e                | -          | 69e    | 55e       | 35e        |
| 2011-2012 | 21e                | 30e        | 22e    | 22e       | 18e        |
| 2012-2013 | 25e                | 59e        | 25e    | 29e       | 22e        |
| 2013-2014 | 44e                | nc         | 28e    | 54e       | -          |
| 2014-2015 | 64e                | nc         | 68e    | 58e       | 50e        |
| 2015-2016 | 94e                | -          | 81e    | nc        | -          |
| 2016-2017 | 51e                | 30e        | 53e    | 53e       | -          |

### Championnats d'Europe
- Médaille d'or du relais en 2011.
- Médaille de bronze du relais en 2014.
- Médaille d'or de la mass start en 2016.
- Médaille de bronze de la poursuite en 2016.

### Championnats du monde junior
| Épreuve / Édition | Presque Isle 2006        | Martell-Val Martello 2007 | Ruhpolding 2008           | Canmore 2009         |
| Sprint            | Médaille d'argent, monde | Médaille de bronze, monde | Médaille d'argent, monde  | 4e                   |
| Poursuite         | 5e                       | Médaille d'or, monde      | Médaille d'argent, monde  | 8e                   |
| Individuel        | 28e                      | 43e                       | 5e                        |                      |
| Relais            | -'                       | -                         | Médaille de bronze, monde | Médaille d'or, monde |

### IBU Cup
- Vainqueur du classement général en 2015.
- 5 victoires.